# Одбрамбена идентификација
Одбрамбена идентификација је вид идентификације, мотивисан страхом, који представља средство одбране. Дечак се, сматрају психоаналитичари, у време превазилажења Едиповог комплекса, идентификује са оцем, према којем има амбивалентан однос, како би смањио унутрашњу напетост и избегао страх од кастрације. Екстремни облик одбрамбене идентификације представља идентификација с агресором.